# Ramdien Sardjoe

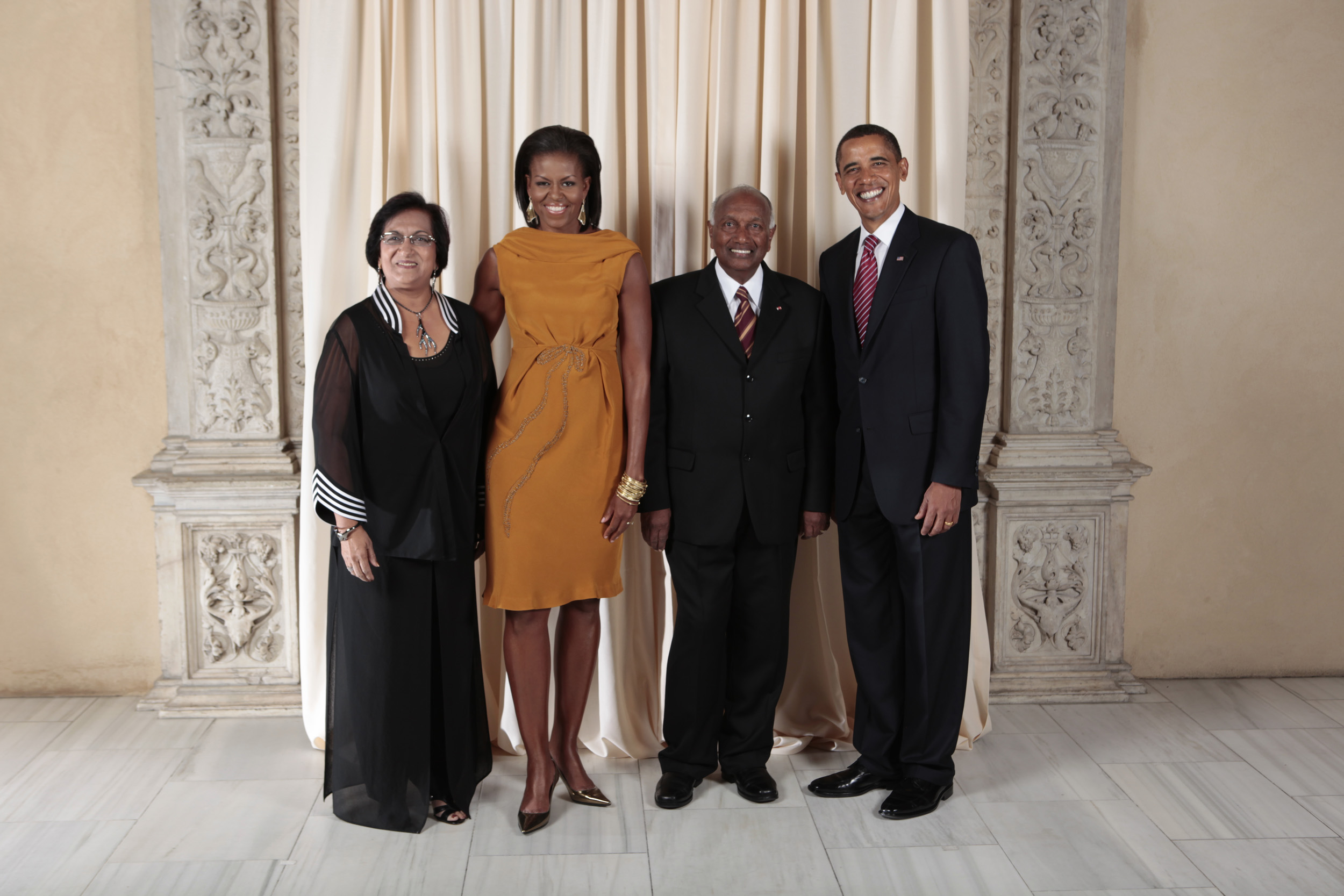
Ramdien Sardjoe mit Gattin und Michelle sowie Barack Obama

Ramdien Sardjoe (* 10. Oktober 1935 in Suriname) ist ein surinamischer Politiker mit hindustanischer Abstammung.

## Leben
Sardjoe ist von Hause aus Pädagoge. Er schloss sich früh der Vereinigten Hindustanischen Partei (VHP), heute Vooruitstrevende Hervormings Partij (Fortschrittliche Reform Partei) von Jagernath Lachmon an.
Er gründete 1953 die sozial-kulturelle Vereinigung Hindostani Nawyuwak Sabha (HNS), bei der er sowohl das Amt des Sekretärs, als auch das des Vorsitzenden ausübte.
Im Jahre 1964 wurde Sardjoe für die VHP Abgeordneter des Parlaments De Staten van Suriname, seit 1987 De Nationale Assemblée (DNA). Sein politischer Werdegang führte ihn gleichzeitig in eine Führungsposition beim Schulministerium.
Von November 2001 bis Mitte 2005 war er Vorsitzender der DNA.
Nach dem Tod von Jagernath Lachmon im Oktober 2001 wurde er außerdem Vorsitzender der Vooruitstrevende Hervormings Partij (VHP).
Am 12. August 2005 wurde Sardjoe zusammen mit dem alten und neuen Präsidenten, Ronald Venetiaan, in der Zentrumskirche von Paramaribo zum Vize-Präsidenten der Republik Suriname vereidigt. Seine Amtszeit endete nach den Parlamentswahlen vom Mai 2010.
Sardjoe wurde bei den Wahlen vom 16. Juli 2006 in seinem Amt als Vorsitzender der VHP bestätigt. Es trat allerdings zum ersten Mal in der Parteigeschichte mit Bholanath Narain ein Gegenkandidat für den Posten an. Von den 1.009 gültigen Stimmen entfielen 617 Stimmen (61 %) auf Sardjoe und 372 Stimmen (37 %) auf Narain. Im Juli 2011 löste ihn der ehemalige Justiz- und Polizeiminister von Suriname, Chandrikapersad Santokhi, im Amt als Vorsitzender der VHP ab. Hiermit endete seine politische Karriere.